# Giovanni Dettori
Giovanni Dettori (Nule, 26 gennaio 1940) è un vescovo cattolico italiano, dal 10 febbraio 2016 vescovo emerito di Ales-Terralba.

## Biografia
Nasce a Nule, in provincia di Sassari e diocesi di Ozieri, il 26 gennaio 1940.

### Formazione e ministero sacerdotale
Dopo aver frequentato le scuole medie e il liceo presso il seminario diocesano di Ozieri, segue i corsi di filosofia e teologia al Pontificio seminario regionale sardo di Cuglieri, dove ottiene la licenza in teologia nel 1965.
Il 1º luglio 1965 è ordinato presbitero, a Ozieri, dal vescovo Francesco Cogoni.
Dopo l'ordinazione ricopre gli incarichi di direttore spirituale nel seminario diocesano di Ozieri, fino al 1974, e di assistente diocesano degli uomini di Azione Cattolica dal 1966 al 1970. Nel 1974 consegue la laurea in pedagogia all'Università degli Studi di Sassari ed è nominato canonico e parroco della cattedrale dell'Immacolata di Ozieri; mantiene l'incarico fino al 1998, quando diventa parroco di Nostra Signora del Regno di Ardara, dove rimane fino al 2002. È presidente dell'Istituto diocesano per il sostentamento del clero, dal 1985 al 1995. Partecipa al IV Concilio Plenario Sardo. Dal 1983 è vicario generale della diocesi di Ozieri e dal 2002 è anche rettore del seminario diocesano; ricopre questi due incarichi fino alla nomina episcopale.
Il 10 ottobre 1998 papa Giovanni Paolo II gli conferisce il titolo onorifico di prelato d'onore di Sua Santità.

### Ministero episcopale
Il 5 febbraio 2004 papa Giovanni Paolo II lo nomina vescovo di Ales-Terralba; succede ad Antonino Orrù, dimessosi per raggiunti limiti di età. Il 18 aprile successivo riceve l'ordinazione episcopale, a Ozieri, dal cardinale Mario Francesco Pompedda, co-consacranti l'arcivescovo Paolo Romeo e il vescovo Sebastiano Sanguinetti. Il 2 maggio prende possesso della diocesi.
Nel giugno 2014 convoca il dodicesimo sinodo diocesano, che si conclude a gennaio 2015.
Il 10 febbraio 2016 papa Francesco accoglie la sua rinuncia, presentata per raggiunti limiti di età, al governo pastorale della diocesi di Ales-Terralba; gli succede Roberto Carboni, O.F.M.Conv. Rimane amministratore apostolico della diocesi fino all'ingresso del successore, avvenuto il 17 aprile successivo.

## Genealogia episcopale
La genealogia episcopale è:
- Cardinale Scipione Rebiba
- Cardinale Giulio Antonio Santori
- Cardinale Girolamo Bernerio, O.P.
- Arcivescovo Galeazzo Sanvitale
- Cardinale Ludovico Ludovisi
- Cardinale Luigi Caetani
- Cardinale Ulderico Carpegna
- Cardinale Paluzzo Paluzzi Altieri degli Albertoni
- Papa Benedetto XIII
- Papa Benedetto XIV
- Papa Clemente XIII
- Cardinale Enrico Benedetto Stuart
- Papa Leone XII
- Cardinale Chiarissimo Falconieri Mellini
- Cardinale Camillo Di Pietro
- Cardinale Mieczysław Halka Ledóchowski
- Cardinale Jan Maurycy Paweł Puzyna de Kosielsko
- Arcivescovo Józef Bilczewski
- Arcivescovo Bolesław Twardowski
- Arcivescovo Eugeniusz Baziak
- Papa Giovanni Paolo II
- Cardinale Mario Francesco Pompedda
- Vescovo Giovanni Dettori